# Плисса (озеро, бассейн Мнюты)
Пли́сса (бел. Плі́са) — озеро около деревни Плиса Глубокского района Витебской области (Беларусь). Относится к бассейну реки Мнюта. Располагается в 17 км на северо-восток от города Глубокое.

## Описание
Площадь поверхности озера составляет 4,24 км², длина — 6,2 км, наибольшая ширина — 1,43 км. Длина береговой линии — 18,2 км. Наибольшая глубина — 15 метров, средняя — 5,6 м. Объём воды — 23,6 млн м³. Площадь водосбора — 54,2 км².
Котловина озера сложного типа, вытянута с запада на восток. Склоны котловины высотой до 10 м, сложены из супесей и суглинков. В южной части присутствует терраса высотой 1,2—1,5 м. Береговая линия извилистая и образует большие заливы. Берега Плиссы низкие, песчаные и заболоченные. Литоральная зона узкая, глубоководная относительно плоская. Глубины до 2 м занимают около 20 % площади озера. Дно до глубины в 6—7 метров песчаное, глубже покрыто слоем сапропеля толщиной до 5 метров. На озере 7 островов общей площадью около 0,025 км².
Минерализация воды составляет 220—230 мг/л, прозрачность — 2,5 м. Придонные слои отличаются низким содержанием кислорода. Озеро мезотрофное, проточное. Впадают реки Шоша и Свилица и четыре ручья, вытекает река Мнюта.

## Флора и фауна
Прибрежная растительность образует узкую прерывистую полосу. Преобладают тростник, камыш, аир. До глубины 3 м растут рдесты.
В озере обитают щука, лещ, густера, плотва, карп, язь, краснопёрка, окунь, карась и другие виды рыб.
Берег озера покрывают преимущественно хвойные леса. Со дна озера бьёт множество родников, благодаря чему озеро считается одним из чистейших озёр Белоруссии.

## Рекреационное использование
На берегу размещается детский оздоровительный лагерь «Изумрудный», база отдыха «Подсвилье», санаторно-курортный комплекс «Плисса».